# Lý Thường Kiệt (xã)
Lý Thường Kiệt là một xã thuộc huyện Yên Mỹ, tỉnh Hưng Yên, Việt Nam.

## Địa lý
Xã Lý Thường Kiệt có vị trí địa lý:
- Phía đông giáp huyện Ân Thi và xã Tân Việt
- Phía tây giáp xã Minh Châu
- Phía nam giáp huyện Khoái Châu
- Phía bắc giáp xã Trung Hòa và xã Trung Hòa.

Xã Lý Thường Kiệt có diện tích 7,72 km², dân số năm 2019 là 6.705 người, mật độ dân số đạt 868 người/km².

## Lịch sử
Trước đây, xã Lý Thường Kiệt thuộc huyện Mỹ Văn cũ.
Ngày 24 tháng 7 năm 1999, Chính phủ ban hành Nghị định 60/1999/NĐ-CP về việc chuyển xã Lý Thường Kiệt thuộc huyện Mỹ Văn cũ về huyện Yên Mỹ mới tái lập quản lý.